# Rex Warner
Rex Ernest Warner (* 9. März 1905 in Birmingham; † 24. Juni 1986 in Wallingford, Oxfordshire) war ein britischer Schriftsteller, Philologe und Übersetzer.
Neben seinen frühen politischen Satiren, die von Franz Kafka beeinflusst sind, schrieb Rex Warner historische Romane mit Macht und Verantwortung als Thema. Er schrieb einige Romane, mehrere Kurzgeschichten und zwei Essays.
Weiterhin wurde er durch die Übersetzungen griechischer Klassiker bekannt.

## Werke
- Poems (1937)
- The wild goose chase (1937, dt.: Die Wildgansjagd)
- The aerodrome (1941, dt.: Der Flugplatz)
- Why I was killed (1943, dt.: Wenn keine andere Stimme spricht)
- The young Caesar (1958, dt.: Die tugendhafte Republik)
- Imperial Caesar (1960, dt.: Der Imperator)[1]